# David Pall
David Boris Pall (Thunder Bay, 2 de abril de 1914 — 21 de setembro de 2004) foi um químico e inventor estadunidense.